# Рунар Маур Сігюрйоунссон
Рунар Маур Сігюрйоунссон (ісл. Rúnar Már Sigurjónsson, нар. 18 червня 1990) — ісландський футболіст, півзахисник румунського клубу ЧФР та національної збірної Ісландії.

## Клубна кар'єра
Народився 18 червня 1990 року. Вихованець футбольної школи клубу «Тіндастолл».
У дорослому футболі дебютував 2005 року виступами за основну команду «Тіндастолла», що виступала в нижчих дивізіонах чемпіонату Ісландії, в якій провів два сезони, взявши участь у 22 матчах чемпіонату. Після цього у сезоні 2007 року виступав за іншу нижчолігову команду — «Имір».
На початку 2008 року перейшов у ХК (Коупавогур) з вищого дивізіону, але після закінчення сезону разом з клубом вилетів з еліти. Незважаючи на це Рунар продовжив грати за клуб, проте за підсумками наступного сезону команда зайняла лише 3 місце і не повернулась в еліту.
У 2010 році Рунар підписав контракт з «Валюром». 10 травня в матчі проти «Гапнарфйордура» він дебютував за нову команду. 20 червня у поєдинку проти «Стьярнана» Сігюрйоунссон забив свій перший гол за «Валюр». У 2011 році Рунар допоміг команді завоювати Кубок Ісландії. 
На початку 2013 року Рунар на правах оренди перейшов у нідерландський «Зволле». Дебютувати за новий клуб ісландець не зміг через травму і після закінчення оренди він повернувся в «Валюр».
Влітку 2013 року Сігюрйоунссон перейшов у шведський «Сундсвалль». 28 серпня в матчі проти «Енгельгольма» він дебютував у Супереттан. 8 травня 2014 року в поєдинку проти того ж «Енгельхольма» Рунар забив свій перший гол за «Сундсвалль». У тому ж році він допоміг команді вийти в еліту. 6 квітня 2015 року в матчі проти «Мальме» Сігюрйоунссон дебютував у Аллсвенскан лізі. 11 травня в поєдинку проти «Гаммарбю» він забив свій перший гол у вищому дивізіоні Швеції. Наразі встиг відіграти за команду із Сундсвалля 60 матчів в національному чемпіонаті.

## Виступи за збірні
2008 року дебютував у складі юнацької збірної Ісландії, взяв участь у 5 іграх на юнацькому рівні.
Протягом 2011—2012 років залучався до складу молодіжної збірної Ісландії. На молодіжному рівні зіграв у 3 офіційних матчах, забив 1 гол.
14 листопада 2012 року дебютував в офіційних іграх у складі національної збірної Ісландії в товариському матчі проти збірної Андорри. У цьому ж поєдинку він забив свій перший гол за національну команду. 
У складі збірної — учасник чемпіонату Європи 2016 року у Франції.
Наразі провів у формі головної команди країни 9 матчів, забивши 1 гол.

## Титули і досягнення
- Володар Кубка ісландської ліги (1):

«Валюр»: 2011
- Чемпіон Казахстану (1):

«Астана»: 2019
- Володар Суперкубка Казахстану (1):

«Астана»: 2020
- Володар Суперкубка Румунії (1):

ЧФР (Клуж-Напока): 2020
- Чемпіон Румунії (2):

ЧФР (Клуж-Напока): 2020-21, 2021-22